# August Stürzenacker
August Stürzenacker (* 12. März 1871 in Schwetzingen; † 1951) war ein deutscher Architekt und Baubeamter.

## Leben
Stürzenacker studierte an der Technischen Hochschule Karlsruhe Architektur. An das Studium schloss sich ein Referendariat in der Großherzoglich Badischen Baudirektion unter der Leitung von Oberbaudirektor Josef Durm an. 1895 legte er die zweite Staatsprüfung ab und arbeitete als Baupraktikant bzw. Assessor zunächst weiter in der staatlichen Bauverwaltung. 1898 wechselte er vorübergehend als Hochbauinspektor in die kommunale Bauverwaltung der Stadt Karlsruhe. Ab 1903 lehrte er als Professor an der Baugewerkschule Karlsruhe. 1908 wurde er im Rang eines Baurats zum bautechnischen Referenten im badischen Ministerium des Innern berufen. Es folgten Beförderungen zum Oberbaurat, zum Vortragenden Rat und zum Ministerialrat. Seine Arbeit fand über die Grenzen des badischen Staats hinaus Anerkennung, so wurde er 1925 auch zum Mitglied der Preußischen Akademie des Bauwesens ernannt. 1936 ging er in den Ruhestand. Noch etliche Jahre später wurden seine beruflichen Verdienste gewürdigt, 1950 verlieh ihm die Technische Hochschule Karlsruhe die Ehrendoktorwürde (Dr.-Ing. E. h.).

## Bauten

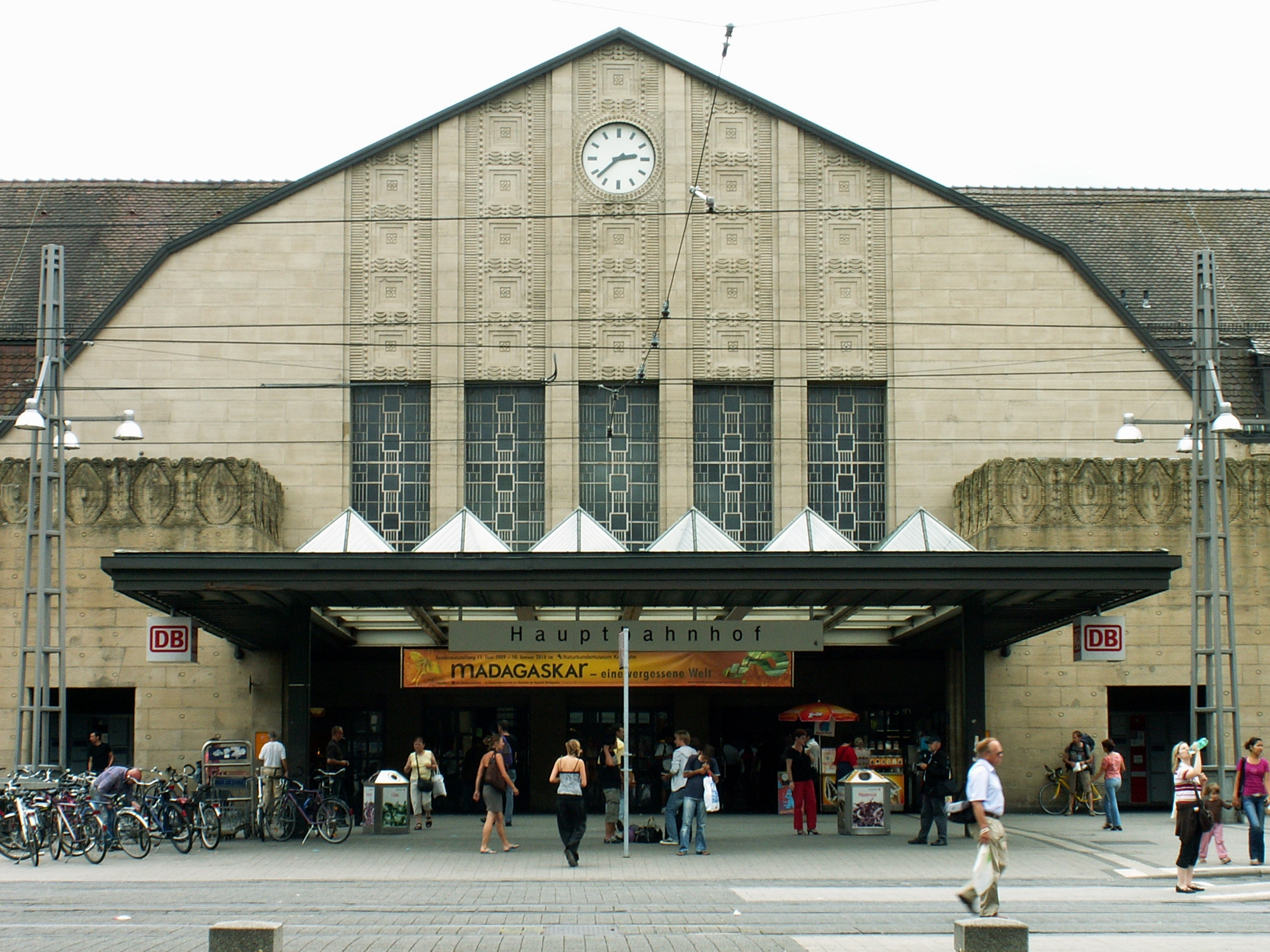
Karlsruher Hauptbahnhof

- Krematorium auf dem Hauptfriedhof Karlsruhe (heute Kleine Kapelle)
- Städtische Hochbauten im Rheinhafen in Karlsruhe
- Schillerschule in Karlsruhe
- Hauptbahnhof Karlsruhe
- Kurhaus Baden-Baden, linker Seitenflügel mit Empfangshalle, Bénazet- und Spiegelsaal